# Kynceľová
Kynceľová – wieś (obec) na Słowacji położona w kraju bańskobystrzyckim, w powiecie Bańska Bystrzyca. Znajduje się w dolinie Nemčianskiego potoku (Nemčianský potok) u południowych podnóży Starohorskich Wierchów.
Pierwsze wzmianki o miejscowości pochodzą z roku 1435.
Według danych z dnia 31 grudnia 2010, wieś zamieszkiwało 396 osób, w tym 195 kobiet i 201 mężczyzn.
W 2001 roku rozkład populacji względem narodowości i przynależności etnicznej wyglądał następująco:

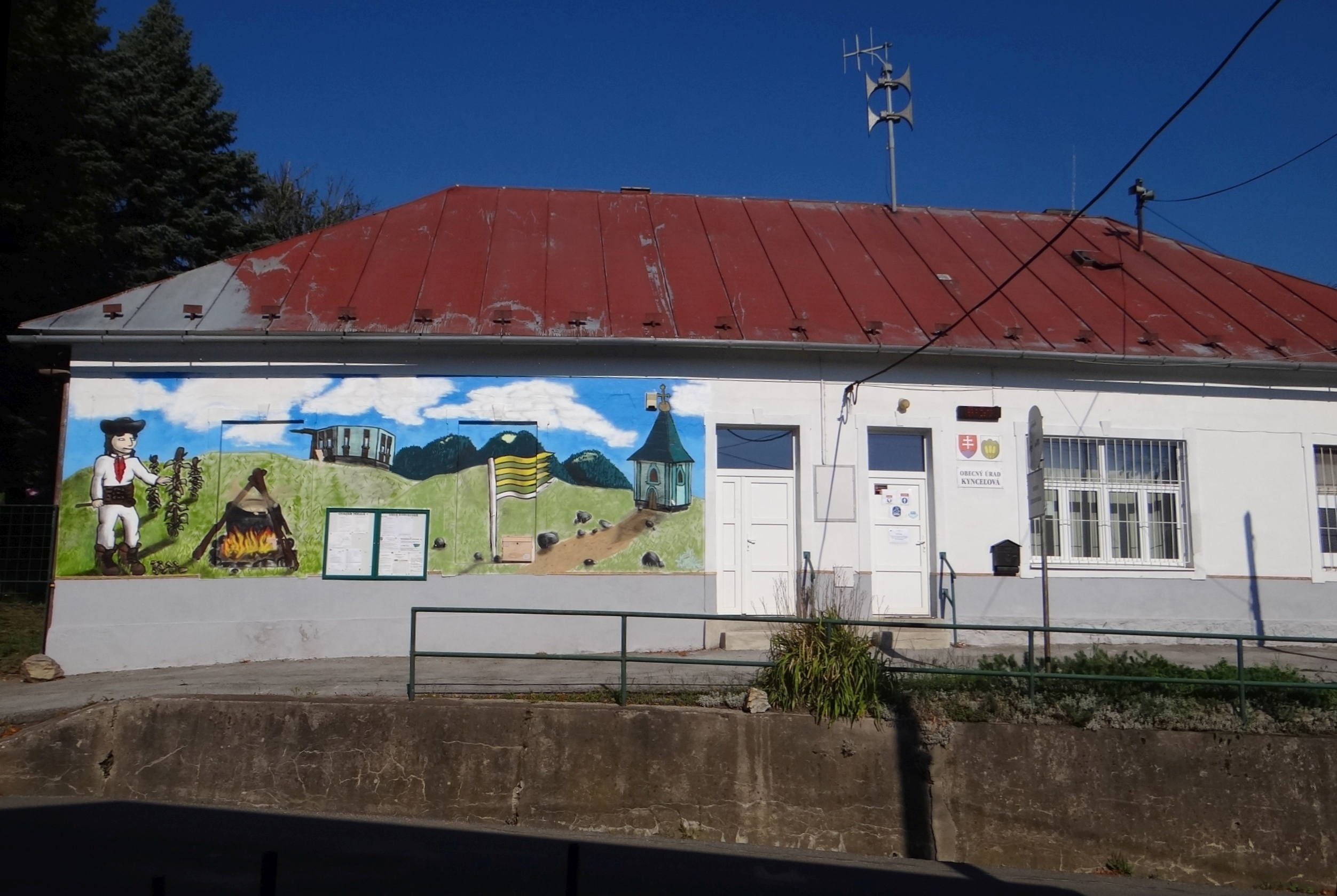

- Słowacy – 96,11%
- Morawianie – 0,60%
- Romowie – 2,69%
- Ukraińcy – 0,30%
- Węgrzy – 0,30%